# Fairview (Alabama)
Fairview – miasto w Stanach Zjednoczonych, w stanie Alabama, w hrabstwie Cullman. W roku 2023 miasto zamieszkiwało 537 osób, a gęstość zaludnienia wynosiła 83,9 osoby/km².